# Der verlorene Hügel
Der verlorene Hügel (französisch La Colline oubliée) ist der erste Roman des kabylisch-algerischen Schriftstellers Mouloud Mammeri. Er erschien 1952 bei Plon auf Französisch; die 1957 zunächst unter dem Titel Verlorener Hügel erschienene deutsche Übersetzung besorgte Rolf Römer.

## Handlung
Die Handlung umfasst ungefähr den Zeitraum von 1939 bis 1943. Hauptort ist das auf einem Hügel gelegene Dorf Tasga in den kabylischen Bergen (im Umfeld von Ischeriden-Denkmal und Kuilal-Pass; vielleicht nach Tasga Mellul?). Wegen Dürre, Hagel und Waldbränden sowie der Abwanderung junger Männer ist das Dorf zunehmend in Lethargie verfallen, woran auch die Ermahnungen des Scheiks nichts ändern. Erzählt wird die Geschichte junger Erwachsener Anfang zwanzig: Früher hatten sich Mokran (kabylisch Meqqran ‚der Große‘), sein Cousin Menasch, dessen Cousine Tamasust (genannt Aasi, die „Braut des Abends“), Idir, Meddur und dessen Schwester Sekura (genannt Ku) oft in einem Dachzimmer getroffen, das sie „Taasast“ (Warte) nannten; so auch der Name für ihre Gruppierung. Daneben besteht eine von Uali angeführte und sozial niedriger stehende Gruppierung, „die Bande“, zu der unter anderem Raweh, Muh und später auch Menasch gehören.
Ein wesentliches Thema des Romans bilden die Geschlechterbeziehungen. Menasch ist verliebt in Dawda, die mit dem älteren Akli verheiratet ist; Ku heiratet Ibrahim und zieht fort; Mokran heiratet Aasi. Der Untergrundkämpfer Uali misshandelt seine Frau Daadi. Muh ist musikalisch und tänzerisch sehr begabt; auch er heiratet, ist aber eigentlich homosexuell. Meddur ist ganz vom europäischen Denken eingenommen. Idir sucht das Abenteuer und will sich einer der Parteien im Spanischen Bürgerkrieg anschließen, kehrt aber bald zurück in Begleitung eines Hundes, den er Benito nennt.
Nach Ausbruch des Zweiten Weltkriegs werden die jungen Männer zum französischen Kriegsdienst einberufen und absolvieren eine einjährige militärische Ausbildung; dann unterliegt Frankreich im deutschen Westfeldzug, und sie kehren in ihr Dorf zurück.
Mokran und Menasch nehmen ihre Studien im nun besetzten Frankreich nicht wieder auf. Die wirtschaftlichen Ungleichheiten nehmen zu: Während Akli durch Getreidespekulation wohlhabend wird, muss Ibrahim sein Geschäft schließen, mit Ku nach Tasga zurückkommen und sich als Straßenarbeiter verdingen. Kus Ehe ist von Kindern gesegnet, doch überwirft sich Ibrahim schließlich mit seinem geldgierigen und korrupten Vorgesetzten, was die Not seiner Familie verschärft.
Bei der Ölernte überqueren Dawda und Menasch gemeinsam einen Fluss, wobei Menasch in den Fluss stürzt und in der Folge eine Lungenentzündung erleidet. Aasi und Dawda bleiben kinderlos und unternehmen deshalb Wallfahrten zu den Stätten zweier Sufi-Heiliger (Abderrahman in At-Smail, Hadhra-Zeremonie bei Sidi-Ammar?), jedoch ohne den erhofften Erfolg. Von seinen Eltern wird Mokran dazu gedrängt, sich von Aasi zu trennen. Ku lässt eines ihrer Kinder sich nun öfter im Haushalt von Aasi und Mokran aufhalten. Als Muh, der bei Mokrans Familie als Hirte tätig ist, schwer erkrankt, holt Mokran einen Arzt herbei, doch bis sie wieder in Tasga eintreffen, ist Muh bereits verstorben. Mokran versorgt kurzzeitig den Haushalt von Muhs Mutter in einem anderen Dorf; als er zurückkehrt, hat sein Vater Aasi verstoßen.
In einer Nebenhandlung tötet U-elhadsch aus Eifersucht seinen Nachbarn Umausch, weil er ihn eines Verhältnisses mit seiner Frau Kelsuma verdächtigt. Umauschs Bruder Asuau sinnt auf Blutrache und wendet sich an Raweh. Raweh versucht zunächst erfolglos, Ibrahim für die Tat zu gewinnen. Dann versucht er es mit Uali, indem er ihm Chancen auf U-elhadschs Frau Kelsuma in Aussicht stellt, wenn sie Witwe ist. Uali verfolgt U-elhadsch, tötet ihn aber schließlich nicht, weil er nach einer zufälligen Liebesnacht mit einer verheirateten Araberin nun Kelsuma die eigentliche Schuld an Umauschs Tod gibt.
Nach der alliierten Invasion in Nordafrika werden die jungen Männer erneut zum Kriegsdienst einberufen. Mokran kämpft drei Monate in Tunis. Dann erhält er einen Brief von Aasli, in dem sie ihm mitteilt, dass sie nun doch schwanger geworden ist. Da es vor dem nächsten Militäreinsatz in Italien noch einmal Urlaub gibt, macht er sich voller Freude auf in die Heimat. Jedoch gerät er mit Menasch und Meddur in einen Schneesturm. Weil er unbedingt zu Aasli möchte, tritt Mokran die Weiterreise alleine an, kommt aber am Kuilal-Pass im Schneesturm ums Leben.
Mokran wird neben Muh begraben. Aasli bringt den gemeinsamen Sohn Auda („der Nachgeborene“) zur Welt; Mokrans Eltern söhnen sich mit Aasli aus. Nun hegt der europäisierte Meddur die Absicht, Aasli zu heiraten. Menasch möchte das verhindern; unter Vermittlung Rawehs schüchtert Uali Meddur ein, worauf dieser sich anderswo eine Frau suchen will. Aasi erkrankt und wird von Dawda gesundgepflegt; Dawda lässt hier erkennen, dass sie unter ihrer eigenen Schönheit durchaus auch zu leiden hat. Dawda und Menasch sprechen sich aus, haben aber keine gemeinsame Zukunft. Menasch muss an die Front; gemeinsam mit Ibrahim bricht er auf, der durch Arbeit in einem Bergwerk in der Sahara Geld für seine Familie verdienen will. Mit einem Besuch Menaschs am Grab Mokrans endet der Roman.

## Hintergrund
Der verlorene Hügel ist Mammeris erster Roman, und er trägt autobiographische Züge des in Taourirt Mimoune (kabylisch Tawrirt Mimun) geborenen Schriftstellers.
Die Geschichte wird überwiegend von Mokran in der Ich-Form erzählt; mit dem Abbruch von Mokrans Aufzeichnungen nach knapp drei Vierteln des Textes folgt eine auktoriale Erzählsituation.
Die Warte (Taasast, kabylisch Taεessast) spielt eine besondere Rolle. Hier übernahm Aasi einst die Rolle der „Braut des Abends“ (vermutlich in Anlehnung an die Figur der „Braut des Regens“, kabylisch Tislit n wAnẓar, aus der Berber-Mythologie), wie Mokran berichtet, unmittelbar bevor seine Aufzeichnungen enden. Dadurch, dass die Warte nie wieder aufgeschlossen wird (Aasi sagt, sie finde den Schlüssel nicht mehr), wird sie vollends zum mythischen Ort der vergangenen Jugend. Menasch verweist zum Schluss auf die Möglichkeit ihrer Wiedererrichtung im Jenseits.
Mammeris Algerien-Tetralogie wird fortgesetzt durch die Romane Le sommeil du juste (Der Schlaf der Gerechten, 1955), L’opium et la bâton (Das Opium und der Stock, 1965) sowie La traversée (Die Durchquerung, 1982, deutsch Die Überfahrt, 1997). Letzterer nimmt insofern Bezug auf Der verlorenen Hügel, als sein Protagonist Mourad aus Tasga stammt, dort auch stirbt und in einem Fiebertraum vor seinem Tod zu Aasi (nun genannt „Braut der Nacht“) und Mokran sagt, er habe den Schlüssel zu Taasast.
Der verlorene Hügel wurde 1996 auf Kabylisch unter dem Titel Tawrirt yettwattun und der Regie von Abderrahmane Bouguermouh verfilmt. Im Unterschied zur Romanvorlage wird im Film beispielsweise das Taasast-Zimmer explizit dargestellt und profan benutzt, während Mokrans Tod ganz an den Schluss tritt und nicht gezeigt wird.